# سيلفيا فايفر
سيلفيا إسكوبار فايفر (بالبرتغالية: Sílvia Pfeifer) (من مواليد 24 فبراير 1958) ممثلة برازيلية وعارضة أزياء سابقة.

## روابط خارجية
- سيلفيا فايفر على موقع IMDb (الإنجليزية)
- سيلفيا فايفر على موقع روتن توميتوز (الإنجليزية)
- سيلفيا فايفر على موقع قاعدة بيانات الفيلم (الإنجليزية)

- سيلفيا فايفر في قاعدة بيانات الأفلام على الإنترنت